# Peter Verhoyen
Peter Verhoyen est un flûtiste et joueur de piccolo belge.

## Biographie
Peter Verhoyen est premier piccolo de l'orchestre philharmonique royal de Flandre. Il est professeur de piccolo au conservatoire royal d'Anvers et à l'Universität für Musik und darstellende Kunst à Graz. Il organise l'International Flute Seminar Bruges. Il est cofondateur de l'ensemble Arco Baleno, un ensemble de musique de chambre (quatuor à cordes et flûte). Avec Arco Baleno, et d'autres ensembles, il a effectué plusieurs enregistrements sur CD ainsi que quelques enregistrements pour la radio.
Spécialiste du piccolo, Verhoyen a commandé et créé un grand nombre de nouvelles œuvres pour son instrument, dont notamment 4 concerti pour piccolo de Levente Gyöngyösi, Robert Groslot, Erik Desimpelaere et Bart Watté. Il a également réalisé une série d'enregistrements dans lesquels le piccolo est l'instrument central. Au Conservatoire Royal d'Anvers, Peter Verhoyen a développé le premier programme européen de Masters de piccolo.
Pour son dévouement à la musique flamande contemporaine, il a reçu le Fuga Trofee de l'Union des compositeurs belges en 2017,.

### comme auteur
- Peter Verhoyen, Anke Lauwers et Sarah Miller (Illustrated by Ann-Sofie Verhoyen), Peter's Piccolo World. A Piccolo Inspiration Book for Intermediate to Advanced Players, vol. 1, 2022

- Peter Verhoyen, Anke Lauwers et Sarah Miller (Illustrated by Ann-Sofie Verhoyen), Peter's Piccolo World. A Piccolo Inspiration Book for Intermediate to Advanced Players, vol. 2, 2024

## Discographie (sélection)
- Patchwork. Avec Stefan De Schepper (piano), Nele Tiebout (saxophone), Benoît Viratelle (clarinette basse), Pieterjan Vranckx (sept tambours d'Afrique) et Sylvie Erauw (marimba). EtCetera KTC 1794 (2023)
- Piccolo concerti. Avec Ataneres ensemble. EtCetera KTC 1749 (2022)
- Piccolo sonatas. Avec Stefan De Schepper, piano. EtCetera KTC 1736 (2021)
- Zigeunerweisen. Avec Ilonka Kolthof, Anke Lauwers, Thomas Fabry (piccolo), Stefan de Schepper (piano) and Ann-Sofie Verhoyen (harpe). Etcetera KTC 1701 (2020)
- The Birds. Original works for piccolo and piano. Avec Stefan De Schepper, piano. Codaex CX 4026 (2020)
- Mighty Metamorphoses. Repertoire pour piccolo et flûte du 21ième siecle. Avec Stefan De Schepper (piano) et Aldo Baerten (flûte). EtCetera KTC 1668 (2019)[5]
- Wolfgang Amadeus Mozart. Quatuors avec flûte. Avec l'ensemble Arco Baleno. EtCetera KTC 1486 (2015)
- Best of both worlds. Marc Matthys European Quartet avec Ali Ryerson et Peter Verhoyen. Alley Cats PMP 5411499510225 (2014)
- Dirk Brossé - Earth tones. Musique de chambre pour ensemble Arco Baleno et instruments ethniques. Codaex CX4025 (2009)
- Britannia. Musique de chambre pour flûte/piccolo, cordes et clavecin. Avec l'ensemble Arco Baleno. EtCetera KTC 1372 (2008)
- Piccolo Tunes. Avec Stefan De Schepper, piano. EtCetera KTC 1296 (2006)
- Debussy/Brewaeys. Préludes pour orchestre symphonique. Avec l'Antwerp Symphony Orchestra. Talent DOM 381004 (2005)
- Antonio Vivaldi. Concerto pour cordes et flûte 'Il Gardellino' – Piccolo concerto. Avec l'ensemble Arco Baleno. EtCetera KTC 1278 (2004)
- Fantasia … sul linguaggio perduto. Compositions pour flûte et trio à cordes. Avec l'ensemble Arco Baleno. Radio 3 R397003 (1996)